# Чусміса
Комплекс Чусміса (ісп. Chusmiza, також відомий як Серрос-де-Сотока) — міоценовий вулкан у Чилі. Це найбільший стратовулкан міоцену в західній частині Андського уступу, об’ємом 400 км3. Складений переважно з андезиту .  Калій-аргонне датування встановило вік 11,3±0,3 млн років. 